# Icewind Dale II
Icewind Dale II är ett datorrollspel utvecklat av Black Isle Studios och utgivet av Interplay Entertainment den 27 augusti 2002. Liksom dess föregångare utspelar sig spelet i Icewind Daleregionen i Dungeons and Dragonsvärlden Forgotten Realms. Spelaren tar kontrollen över en grupp legoknektar i kriget mellan De Tio Städerna i Icewind Dale och en koalition av förföljda raser.
Spelet är en realtidsadaption av den tredje utgåvan av Dungeons and Dragons. Icewind Dale 2 var det sista spelet som använde sig av Biowares spelmotor Infinity Engine. Den fick modifieras för att stödja reglerna från den tredje utgåvan.
Spelet fick ett gott mottagande och kritikerna hyllade dess stridssystem, tempo och användandet av den tredje utgåvan av D&D. Spelet fick dock kritik för att dess äldre grafik och spelmotor inte kunde tävla med andra spel vid den tiden.